# Rosa hirtula
Rosa hirtula — вид рослин з родини трояндових (Rosaceae). Вона зустрічається лише в околицях гори Фудзі та сусідньої гори Хаконе в Японії.

## Біоморфологічна характеристика
Блідо-рожеві, поодинокі квіти можуть бути заввишки до 7,5 см. Досить незвично для троянди, вона може мати деревоподібну форму росту та досягати до 6 м заввишки. Має 4–9 пар листків, кожен листочок має довжину від 1 до 3 см. Цвіте з травня по червень.

## Синоніми
Синоніми: Rosa microphylla auct., Rosa roxburghii auct..

## Галерея

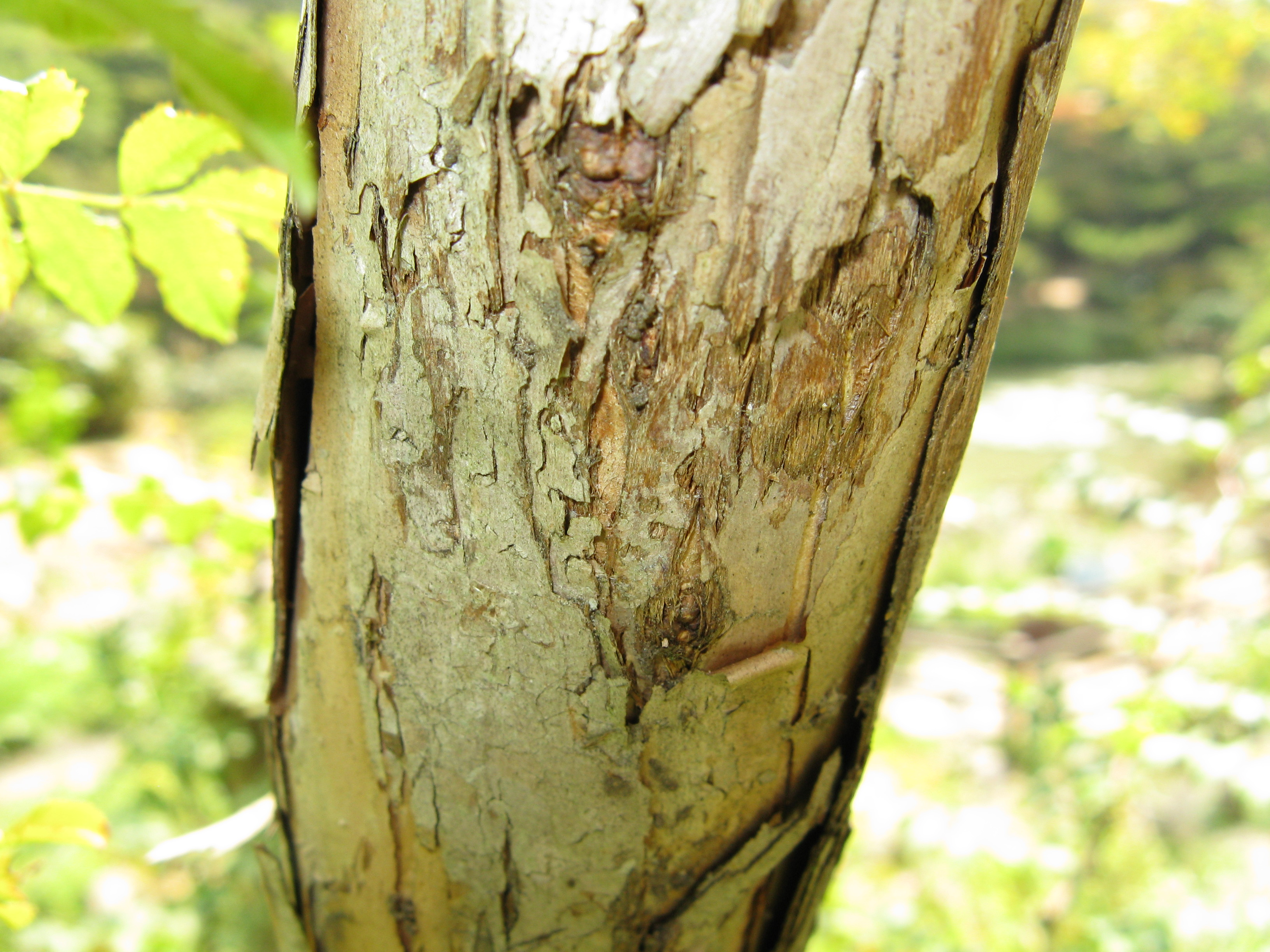
стебло
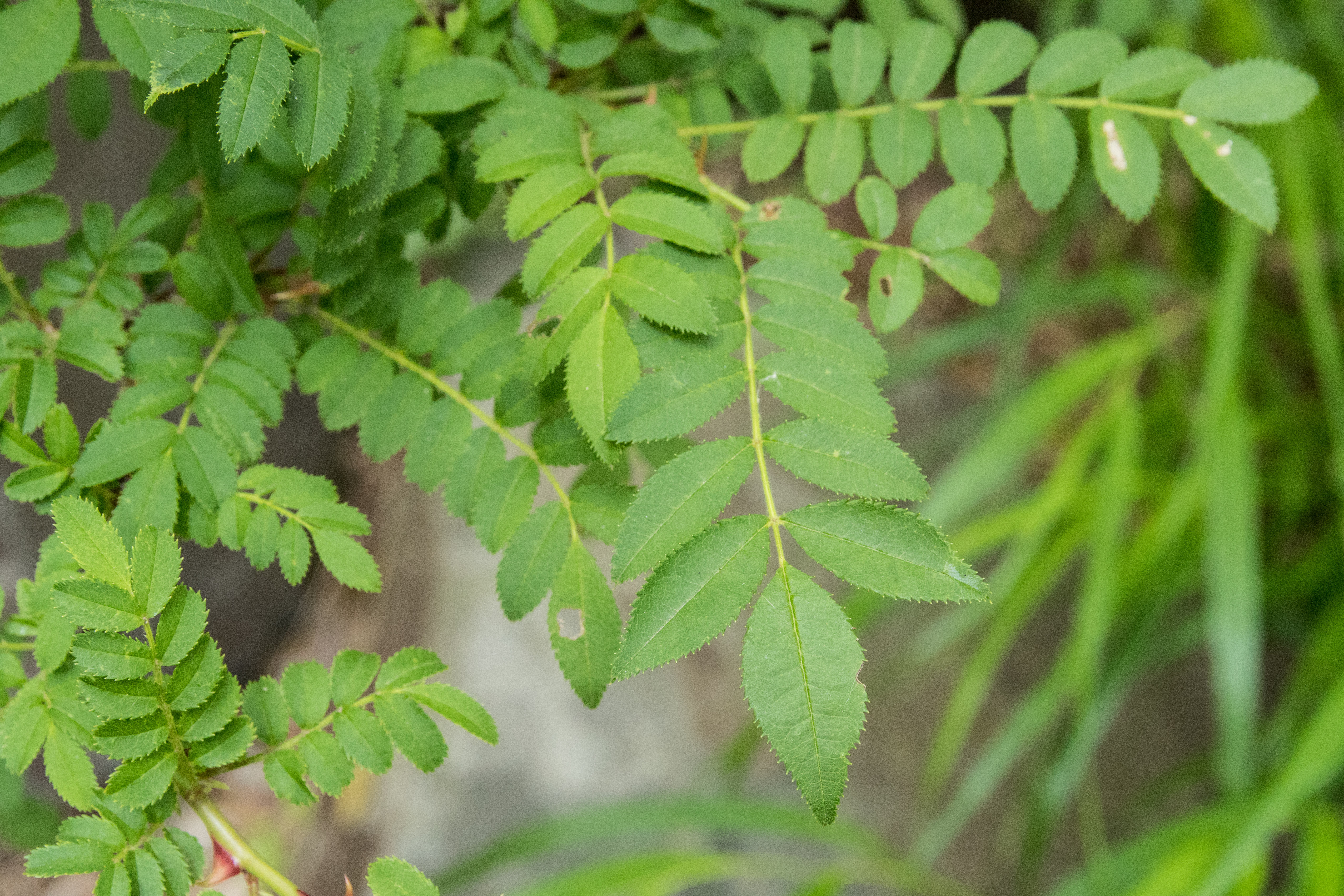
листя
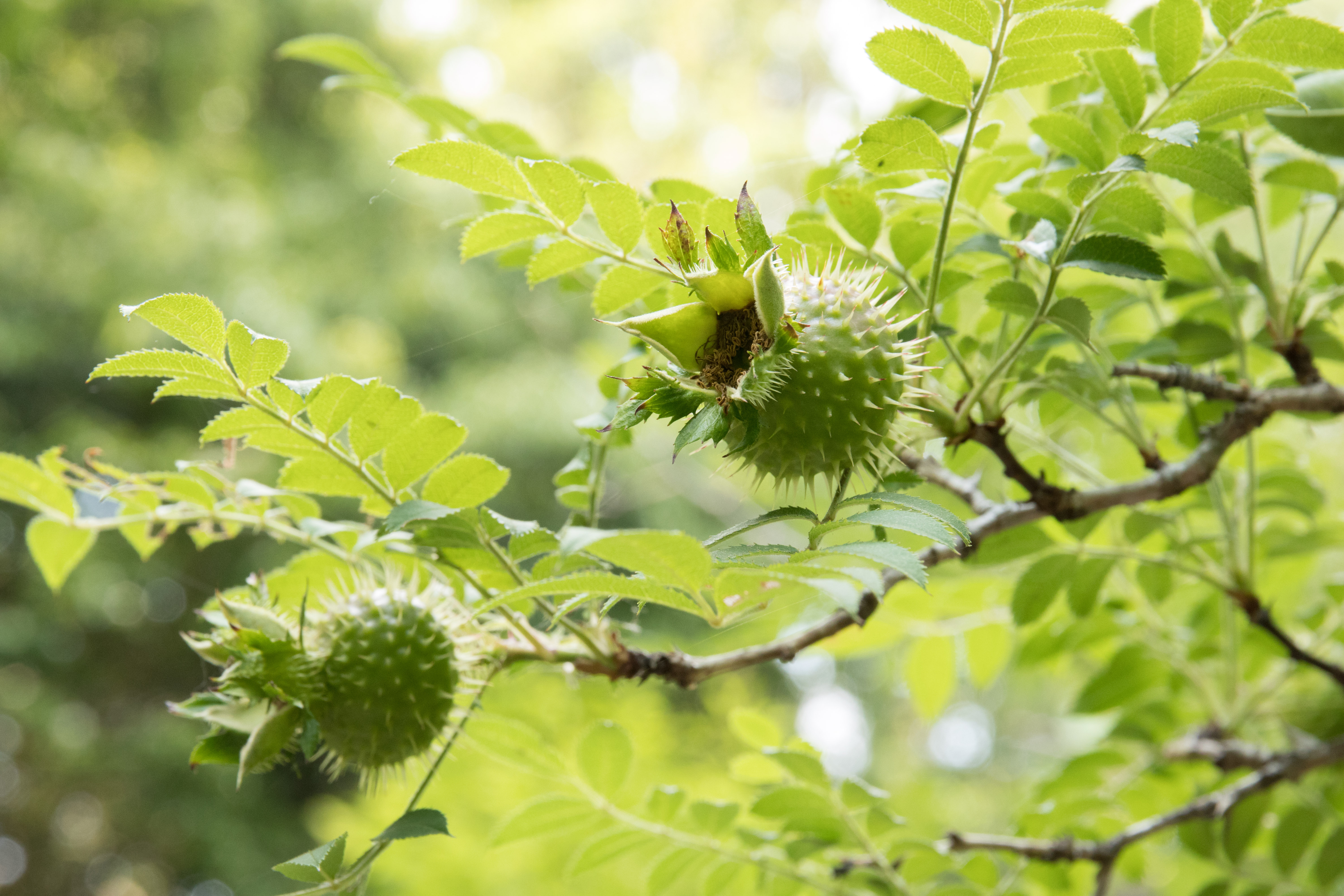
плоди